# 朝日ヒスイ海岸オートキャンプ場
朝日ヒスイ海岸オートキャンプ場（あさひヒスイかいがんオートキャンプじょう）は、富山県下新川郡朝日町境151番地にあるキャンプ場である。

## 概要
宮崎・境海岸そばの敷地（国道8号・あいの風とやま鉄道線と松林の間）約3.2haに整備されたキャンプ場で、1999年7月20日にオープンした。付近にはヒスイ海岸（宮崎・境海岸）があり、ヒスイ探しや海水浴、海釣りなどを楽しむことも可能である。
収容人数は450名（部屋数110組）。12月から翌年3月までは冬季休業する。

## 施設
- 管理棟[2]
- ケビン棟[2]（ケビン5棟、バンガロー5棟[5]）
- オートキャンプサイト[2]（10m四方40区画、AC電源付き）[5]
- フリーサイト（30区画程度）[5]
- 炊事棟[2]
- スポーツゾーン[2]
- 有料駐車場（75台分）[4]

## アクセス
- E8北陸自動車道朝日インターチェンジから車で約10分[4]。
- あいの風とやま鉄道線越中宮崎駅から徒歩約5分[4]。